# Strasburg (Illinois)
Strasburg – wieś w Stanach Zjednoczonych, w stanie Illinois, w hrabstwie Shelby.